# مرغ بهشتی بال‌پرچمی
مرغ بهشتی بال‌پرچمی (نام علمی: Semioptera wallacii) نام یک گونه از تیره مرغ بهشتی است.